# Kloster Altmühlmünster

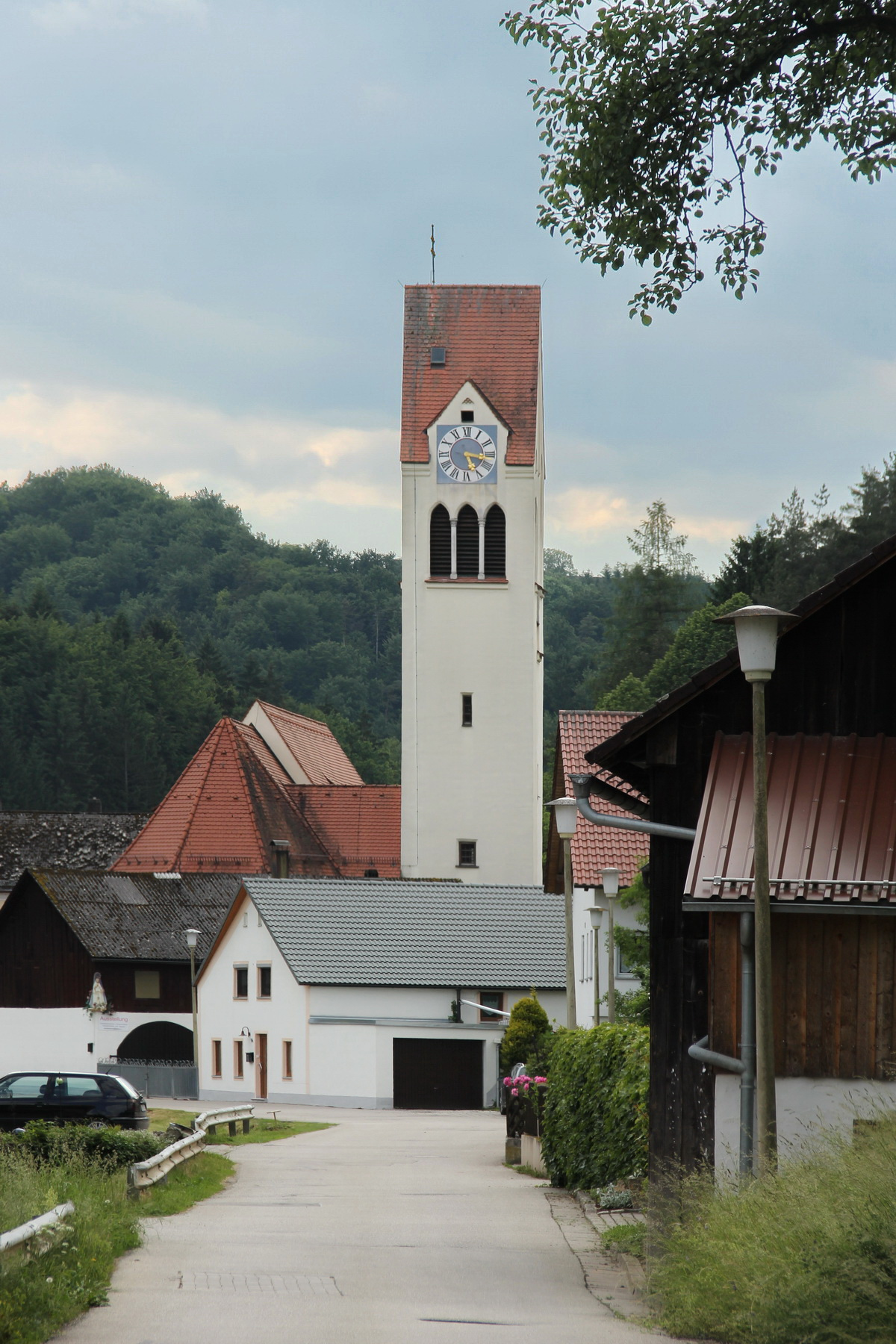
Die ehemalige Johanniter-Komturei-Kirche

Das Kloster Altmühlmünster war ein Kloster bzw. eine Komturei des Templer- und Johanniterordens im gleichnamigen Ort in der Nähe von Riedenburg im Landkreis Kelheim, von dem nur noch die Kirche, die heutige Pfarrkirche St. Johannes Baptist, existiert.

## Geschichte
Um 800 soll bereits ein Benediktinerkloster in Altmühlmünster existiert haben, was aber urkundlich nicht belegbar ist. Vermutlich aus dieser Klostersiedlung heraus entwickelte sich ein Pfarrdorf, welches erstmals im Jahr 1154 schriftlich erwähnt wird (Urkunde Papst Hadrians IV). Im Jahr darauf stifteten die Burggrafen von Riedenburg, Heinrich und Otto aus dem Geschlecht der Babonen, ein Kloster, „monasterium ad almonam“, welches sie 1158 dem Templerorden übertrugen. Diese Templer-Niederlassung war mit einem Komtur und 5 Brüdern besetzt. Zu Komturei gehörten 316 Tagwerk Land, die Höfe Laub- und Blauhof, 24 Tagwerk Wiesengrund, das Wasserrecht im Ort und das heutige Gasthaus Gerstner, das Jagdrecht, außerdem 3 Weinberge in Kelheim. Im Rahmen der europaweiten Ausschaltung des Templerordens nach den Beschlüssen des Konzils von Vienne wurde das Kloster Altmühlmünster im Jahr 1312 durch Kaiser Ludwig den Bayern dem Johanniterorden übertragen. Bis in die Neuzeit blieb Altmühlmünster eine der bedeutendsten Johanniterkomtureien der Region. Im frühen 16. Jahrhundert wurde die Kommende St. Leonhard in Regensburg Altmühlmünster inkorporiert und seit 1535 durch gemeinsame Administratoren verwaltet. Erst im Jahr 1810 wurde das Kloster im Zuge der Säkularisation vollständig aufgelöst und verfiel.

## Sage
„... Vor Alters war Altmühlmünster ein Ordenshaus der Tempelherren. Noch erzählt das Volk, es seien einmal mitten in der Nacht Bewaffnete gekommen und hätten die dahier wohnenden Templer gefesselt fortgeführt. Sie sollen der Nüchternheit nicht sehr beflissen gewesen sein, daher sich das Sprichwort erhalten hat: 'Du saufst wie ein Templer!'...“

## Ort

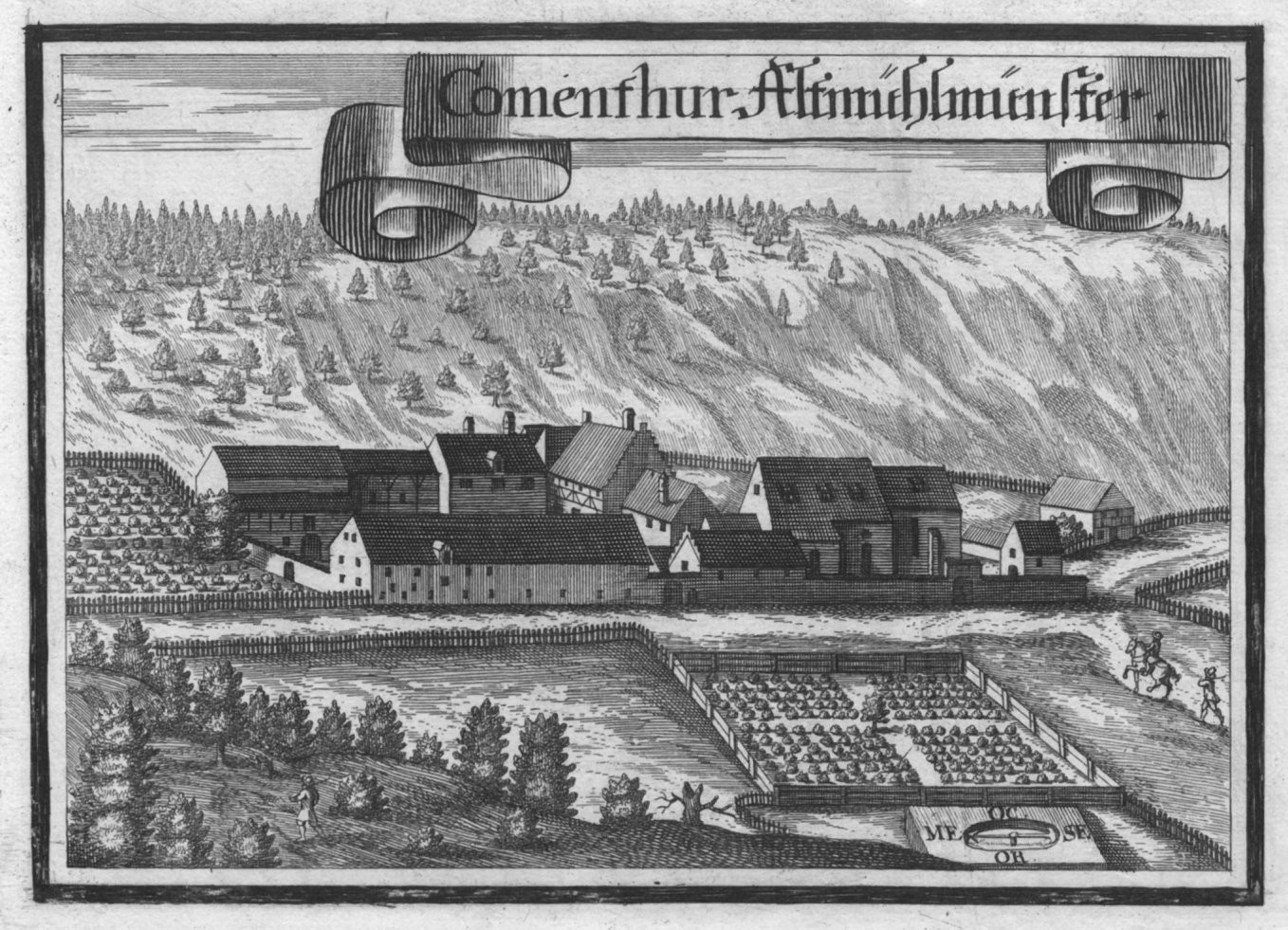
Comenthur Altmühlmünster – Kupferstich von Michael Wening – um 1701

Altmühlmünster liegt im Landkreis Kelheim, in einem idyllischen Seitental der Altmühl, ca. 12 km von Riedenburg entfernt. Die Ortschaft, ein Straßendorf von ca. 1,5 km Länge, ist auf drei Seiten vom Wald umgeben.
Die heutige Pfarrkirche St. Johannes ist der einzige sichtbare Überrest der einstigen Templer-/Johanniter-Komturei. Sie enthält im Kern die romanische Klosterkirche, welche vermutlich mit einem Rechteckchor versehen war und im 15. Jahrhundert unter den Johannitern um einen polygonalen Chor und Seitenkapellen erweitert wurde.